# Álvaro González
Álvaro González Soberón (* 8. ledna 1990 Potes) je španělský profesionální fotbalista, který hraje na pozici středního obránce za francouzský klub Olympique Marseille. Je také bývalým španělským mládežnickým reprezentantem.

## Reprezentační kariéra
Álvaro González Soberón vyhrál se španělským reprezentačním týmem do 21 let Mistrovství Evropy hráčů do 21 let 2013 v Izraeli, kde mladí Španělé porazili ve finále Itálii 4:2.